# Meyer Isser Pines
Meyer Isser Pines (geb. 1881; gest. 1942 oder 1943) war ein Historiker der jiddischen Literatur, Literaturwissenschaftler, Journalist und eine öffentliche Persönlichkeit. Er war einer der Gründer der Zionistisch-Sozialistischen Partei in Russland. Er war der Vater von Shlomo Pines.

## Leben
Meyer Isser Pines wurde in  Mogiljow, Russisches Kaiserreich, in eine wohlhabende Familie geboren und wurde in Rozinay (Grodno) erzogen, wo er eine Jeschiwa besuchte. Er studierte dann von 1900 bis 1902 an der Universität Bern Rechtswissenschaften und Philosophie und  setzte sein Studium an der Sorbonne in Paris  bis zum Abschluss seiner Dissertation 1910 fort. In den Revolutionsjahren 1905/1906 war Pines einer der Führer der "S.S."-Partei (Sozialisten-Zionisten).
Der jiddische Schriftsteller und Journalist Pines, der in den 1920er-Jahren in Berlin lebte, war in seiner Jugend, gemeinsam mit Zangwill, Gründer und Anführer der territorialistischen Bewegung (ITO) sowie Mitgründer der Rigaer jiddischen Zeitung Die Jüdische Stimme.
1941, während des Zweiten Weltkriegs, gehörte er zu denjenigen, die im Rahmen des Austauschabkommens im Austausch gegen deutsche Staatsbürger in die Sowjetunion geschickt wurden. Vermutlich kam er 1942 oder 1943 in einem sowjetischen Arbeitslager ums Leben. Sein Sohn Shlomo Pines war ein israelischer Philosoph, Forscher der jüdischen und allgemeinen Philosophie.

## Werk und Wirkung
Meyer Isser Pines ist Verfasser einer in jüdischen Kreisen seinerzeit weit verbreiteten Histoire de la littérature judéo-allemande (1911), die 1913 „von Georg Hecht bearbeitet“ als Die Geschichte der jüdischdeutschen Literatur erschien. Er hatte 1910 an der Sorbonne damit promoviert. Das Buch wurde auch ins Jiddische (Warschau, 1911; Übersetzer: Eljaschoff unter dem Pseudonym Ba'al Machschowes) und Russische übersetzt. Israel Zinberg und Ber Borochov stempelten das Werk als dilettantisch ab, ein Urteil, das auch von späteren Gelehrten vertreten wurde.
Pines erfasste in seinem Werk keine jüdischen Schriftsteller, die auf Hochdeutsch schrieben (z. B. Heinrich Heine), sondern nur Autoren des Jiddischen. Aus seiner Sicht waren die Erstgenannten am Volkstümeln.
Franz Kafka, der zeitweise ein starkes Interesse für die jiddische Sprache und Literatur entwickelte, las Pines’ deutsch-jüdische Literaturgeschichte nach seinen eigenen Worten „gierig, wie ich es mit solcher Gründlichkeit, Eile und Freude bei ähnlichen Büchern noch niemals getan habe.“

## Publikationen
- Histoire de la littérature judéo-allemande. Avec une préface de Charles Andler. Jouve et Cis, Paris 1911
- Di geshikhte fun der Yudisher literatur bizn yohr 1890 [Geschichte der jiddischen Literatur bis 1890]. Herausgegeben von Baal Makhshoves. Farlag B. Shimin, Warschau 1911 (Digitalisat)
- Die Geschichte der jüdischdeutschen[Anm 1] Literatur. Nach dem französischen Original bearbeitet von Georg Hecht. Gustav Engel, Leipzig 1913. Online 2. Auflage 1922: archive.org. (Histoire de la littérature judéo-allemande; dt.)